# 下視丘背內側核
下視丘背內側核（dorsomedial hypothalamic nucleus，縮寫DMH）是下視丘的一個核團。背內側核控制飲食、體重調節及晝夜活動 ， 是眾多行為表現和生理晝夜節律的中樞。下視丘背內側核從神經元及體液接收關於飲食調節、體重以及能量消耗等的訊息，並將訊息傳遞至腦部參與睡眠和清醒調節、體溫和皮質類固醇分泌的區域。

## 功能
下視丘背內側核接收來自下視丘大部分區域及主要核團的訊號，從視交叉上核接收晝夜節律的訊息，並直接或通過視旁下核間接感知瘦素和其他進食的信號。然而，它也可能自帶feeding-entrained oscillator，目前尚未有研究足以證明這一點。背內側核將訊號傳遞至腹外側視前核區域和藍斑核以及食慾素神經元，以調節清醒的時間，而背內側核也參與在下視丘流出到自主神經及免疫系統的調節。研究以蠅蕈素抑制背內側核神經細胞的活化後，原本受到氣壓影響而上升的心率和血壓分別降低了85%和68%，這說明心血管在壓力下產生血壓上升與心跳加快的反應也與背內側核相關。而背內側核也是下視丘室旁核分泌促腎上腺皮質激素釋放激素（CRH）通路的一部分，並參與從交感神經系統到腎上腺的流動。